# 국세징수법
국세징수법(國稅徵收法)은 국세의 징수에 관하여 필요한 사항을 규정하고 국세를 체납한 경우 그 징수에 관한 제반절차를 규정한 기본법이다. 
이 법은 징수절차(8조-23조), 체납처분절차(24조-37조), 압류(38조-79조), 청산(80조-84조), 결손처분(85조-88조) 등을 규정하고 있는데 체납에 대한 제반 압류대책은 강력한 효력을 지닌다. 